# 刘习良
刘习良（1936年1月—2018年1月24日），男，河北黄骅人，中华人民共和国政治人物、翻译家，曾任广播电影电视部副部长，中华全国新闻工作者协会副主席，中国翻译协会会长。